# 샤스견

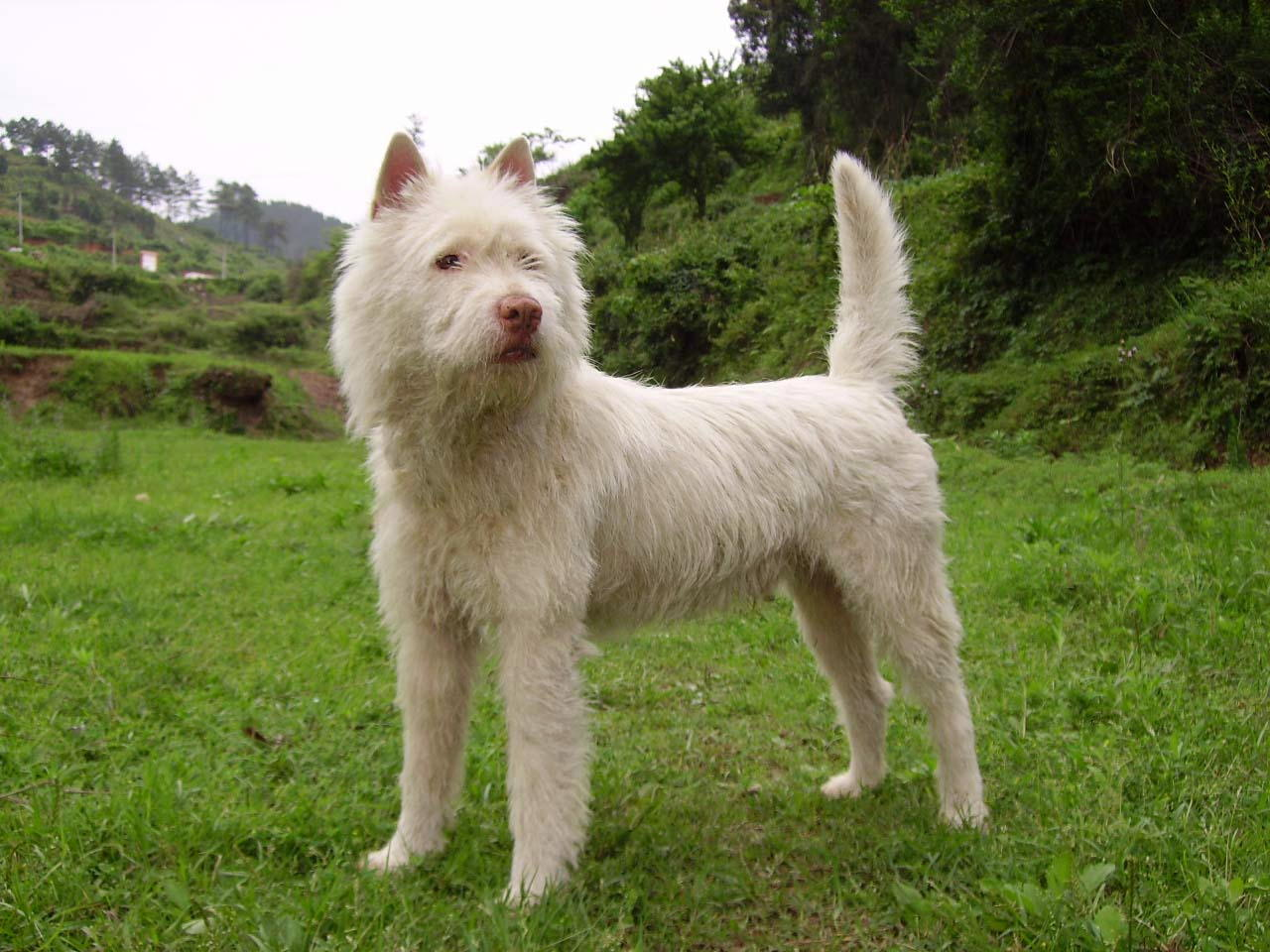

샤스견 또는 샤시견(중국어: 下司犬, 하사견)은 수천 년 동안 먀오족이 길러온 중국 구이저우성 샤스 마을의 이름을 딴 토견의 품종이다.  역사적으로 사냥개이자 감시견으로 자란 샤스견은 오늘날 가족에게 부를 가져다주는 개로 높이 평가된다. 오늘날 이 품종은 낮은 유전적 다양성과 270마리의 순종 샤스만이 남아 있는 것으로 추정되는 심각한 멸종 위기에 처해 있다. 샤스견은 이제 대부분의 중국개 쇼에서 허용된다.